# Schönbürzel
Die Schönbürzel (Glaucestrilda) sind eine Untergattung von Prachtfinken innerhalb der Gattung der Astrilde. Sie besteht aus drei Arten. Die nächsten Verwandten sind die Kappenastrilde und die Rotbürzelastrilde. Das Verbreitungsgebiet erstreckt sich vom nordöstlichsten Zipfel Südafrikas bis nach Mosambik, Tansania, Sambia und Angola, Namibia, dem westlichen Senegal über den Norden Nigerias und Kameruns bis in den Südwesten des Tschad.

## Arten
- Cinderellaastrild (Estrilda (Glaucestrilda) thomensis oder Estrilda thomensis)
- Schwarzschwanzastrild (Estrilda (Glaucestrilda) perreini oder Estrilda perreini)
- Lavendelastrild (Estrilda (Glaucestrilda) caerulescens oder Estrilda caerulescens)